# Aragonez
Aragonez (em castelhano: tempranillo) é uma casta de uva tinta da família da Vitis vinifera, uma das mais conhecidas da Península Ibérica. Originária do norte da Espanha, também é muito cultivada em Portugal, onde é também é conhecida como tinta roriz na região do Douro. Na Galiza é conhecida como uva araúja (araúxa). Ull de Lebre, Cencibel e Tinto del País são outros nomes que aparecem para a uva tempranillo em vários lugares.
É uma casta muito adaptável a diferentes climas e solos, por isso o seu cultivo tem aumentado e alargado para outras regiões, sobretudo para o Dão e Alentejo, onde se adaptou particularmente bem, mas também para regiões como o Ribatejo e Estremadura.
As condições ideais de cultivo são os climas quentes e secos, para que a produção seja menor e os bagos mais concentrados. Esta casta origina vinhos de elevado teor alcoólico, de baixa acidez e indicados para envelhecer, sendo muito resistentes à oxidação.
É a maior constituinte dos melhores Riojas bem como vinhos da Ribera del Duero (Espanha). Tem um nariz de couro macio e pode ter gosto de morangos maduros. Tempranillo leva este nome da palavra espanhola temprano, que significa cedo, e sua maior vantagem é que amadurece logo. Mostra o seu melhor quando acrescentada a outras variedades.